# Michael Moon
Michael Edward Moon es un personaje ficticio de la serie de televisión británica EastEnders, interpretado por el actor Steve John Shepherd desde el 1 de octubre de 2010, hasta el 1 de noviembre de 2013.

## Biografía
Michael llega por primera vez a la calle Albert en octubre de 2010 para pedirle prestado dinero a su primo Alfie Moon para arrendar el Queen Victoria, sin embargo la esposa de Alfie, Kat Slater no está alegre con su llegada ya que Michael era el padre del bebé que ella estaba esperando, aunque al inicio Kat decide ir a España con Michael luego cambia de parecer y decide quedarse con Alfie por lo que Michael se va sólo. Unos meses después Michael regresa a Walford para conocer a su nuevo hijo, Tommy Moon sin embargo a su llegada Alfie le dice que Tommy había muerto de muerte súbita lo que lo deja destrozado y decide irse nuevamente. Cuando se encuentra con Max Branning y Jack Branning con quienes había estudiado decide regresar y pronto se muda con Jack, su esposa Ronnie Mitchell, hermana Roxy Mitchell y su hijo James Branning. Pronto Roxy se siente atraída por Michael y cuando Kat intenta hacer que Michael demuestre sus sentimientos por la pérdida de su hijo, lo besa pero él la rechaza. 
Poco después Jack y Michael crean un club de boxeo sin embargo no todos están felices con su presencia ya que Ronnie busca deshacerse de él por miedo a que Michael descubriera que su bebé en realidad era Tommy y que James era el que había muerto de muerte súbita y ella los había cambiado. Ronnie le dice a Jack que Michael la había besado y luego le pide a su primo Phil Mitchell que se deshaga de él sin embargo ninguno de sus planes resultan.
Michael comienza a salir con Roxy y ayuda a Kat y Alfie a reconstruir su relación, sin embargo cuando Ronnie finalmente llena de culpa revela la verdad sobre los bebés Michael no muestra mucho interés y su relación con Roxy comienza a tener problemas pero logran superarlos. Cuando su padre Eddie Moon llega para visitar a Alfie, Michael se molesta y le dice a su padre en varias ocasiones que lo quería fuera de Walford y de su vida, poco después Michael le dice a Roxy que odiaba a su padre porque él había matado a su madre Maggie Moon y cuando su medio hermano Tyler Moon llega también lo rechaza. Cuando Roxy habla con Eddie este le dice que lo que Michael había dicho era en parte verdad y que él se sentía responsable de la muerte de su esposa ya que cuando Michael tenía seis años lo había dejado sólo con Maggie quien había tomado una sobredosis y muerto, y por eso su hijo lo culpaba.
Cuando Michael ve a Jay Mitchell y Abi Branning saliendo del Queen Victoria después de entrar ilegalmente decide vengarse de Ronnie y les dice a Kat, Alfie y Eddie que la había visto huir del pub, todos le creen a Michael y él inventa más mentiras sobre ella, sin embargo cuando Roxy descubre un mensaje que Michael le había mandado a su hermana finalmente se da cuenta de que él estaba incriminando a su hermana y decide terminar con él.
Poco después Michael le hace creer a su padre que quiere arreglar su relación con él pero en realidad Michael intentaba vengarse de él y de Tyler: primero pagándole a un buen boxeador para que perdiera en contra de Tyler y pagarle a Vanessa Gold para que terminara con Eddie, luego Michael le paga a Artie Stiller un boxeador superior a Tyler para que ganara la pelea, pero Tyler termina ganando y al finalizar la pelea sufre de convulsiones por lo que es llevado al hospital, ahí Eddie le revela a un sorprendido Michael que tenía un hermano biológico Craig Moon, Eddie le dice a Michael que había puesto a Craig en una residencia para que recibiera los cuidados adecuados ya que él tiene síndrome de Dawn, Michael le dice que quiere conocerlo y Eddie lo lleva, después de platicar con Craig, Michael confronta a su padre y lo acusa de haberlo rechazado; sin embargo, Eddie finalmente le revela que su madre se había suicidado y que ella utilizaba a Michael para vengarse de él, finalmente Michael le pide perdón a su padre y se reconcilian.
Sin embargo cuando Vanessa le pide a Michael el dinero que le había prometido por terminar con su padre, él le dice que ya no quiere continuar con el plan, Vanessa molesta le revela a Eddie la verdad sobre lo que había hecho Michael lo que deja destrozado a Eddie, quien antes de irse de Walford le dice a Tyler y a su otro hijo Anthony Moon lo que había pasado por lo que sus hermanos lo rechazan.
Poco después Michael comienza una relación con Janine Butcher, más tarde Janine descubre que está embarazada y aunque al inicio no están seguros sobre qué hacer, finalmente deciden tenerlo. Cuando el hermano de Max y Jack, Derek Branning llega a Walford Michael se preocupa y convence a David Wicks para unirse a él y hacer que arrestaran a Derek, Michael decide robar varios objetos y los esconde en casa de Derek pero cuando este lo descubre Michael le miente y le dice que todo había sido planeado por David, molesto Derek hace que Michael le diga a David que quería reunirse con él, cuando David llega Derek lo amenaza y lo obliga a irse de Walford.
Cuando Tyler y Anthony tienen una deuda con Derek, Anthony le pide ayuda a Michael quien encierra a Anthony en su oficina y llama a la policía, cuando arrestan a Derek este amenaza con matar a Anthony y Tyler y Michael les dice que se vayan de Walford sin embargo cuando descubren que Michael había llamado a la policía lo confrontan, cuando Janine se entera del problema decide pagar la deuda, poco después Michael le permite a Derek golpearlo para pagar la deuda sin saber que esta ya había sido pagada. 
Después de que Michael encuentra una foto del ultrasonido de Janine queda encantado pero pronto comienzan a pelear cuando Janine le dice que el bebé llevaría el apellido Butcher y no Moon, molesto al darse cuenta de que Janine no confiaba y que no le permitía ser parte de la vida del bebé decide terminar con ella, lo que deja a Janine angustiada. Sin embargo poco después regresan y en el 2012 Michael le propone matrimonio a Janine y ella acepta con la condición de que él firmara un acuerdo prenupcial. Poco después Michael estafa a Jean Slater para poder pagar parte de la boda y así Janine no tomaría todas las decisiones, cuando se queda sin dinero Michael convence a Jean de prestarle más y que él lo invertiría por ella.
Jean comienza a trabajar para Janine, Michael comienza a preocuparse de que Janine se entere de dónde había sacado el dinero e intenta convencer a Jean de que renuncie a su trabajo ya que la "inversión" estaba saliendo bien, sin embargo poco después Janine comienza a sospechar de la amistad de Michael y Jean, y luego se enfurece cuando descubre que Michael le había contado a Jean sobre el suicidio de su madre y no a ella, Janine decide confrontarlo pero Michael le miente y le dice que Jean estaba mintiendo.
Cuando Jean intenta invertir más dinero en el Victoria Michael no la deja, poco después Jean se arrepiente de haberle dado a Michael su dinero y cuando se lo pide de vuelta él la ignora y le dice que no sabe de lo que está hablando. Sorprendida por la actitud de Michael, Jean le cuenta todo a Janine pero cuando ella confronta a Michael este le dice que Jean está obsesionada con él e intenta poner a todos en contra de Jean diciendo que también estaba obsesionada con Amy Mitchell, la hija de Roxy poniendo varios juguetes de Amy en la cama de Jean, sin embargo Kat le cree a Jean y la ayuda a encontrar pruebas de sus mentiras.
En julio del mismo año un día antes de la boda de Michael y Janine, él es arrestado por fraude pero es puesto en libertad bajo fianza, el día de la boda finalmente se revela la verdad cuando Kat le dice a Michael que Jean había amenazado con suicidarse si iba a ser llevada a una institución mental por su culpa, sintiéndose culpable por lo sucedido Michael le dice a Kat que él había tomado el dinero de Jean, le dice la verdad a Janine y la convence de destruir el acuerdo prenupcial, unos minutos después la pareja se casa pero durante la recepción Janine sufre de un desprendimiento de placenta y es llevada urgentemente al hospital donde es sometida a una cesárea de emergencia, la pareja le da la bienvenida a su primera hija quien rápidamente es puesta en un ventilador, al inicio a Michael le cuesta relacionarse con su nueva hija y termina abandonando a Janine y a la bebé sin embargo pronto se da cuenta de su error y regresa al hospital y le dice a Janine que nunca la va a dejar.
Janine y Michael nombran a su hija Scarlett Moon y cuando su salud se establece deciden bautizarla. A pesar de que Kat entiende por lo que Michael estaba pasando le dice que debía pagarle a Jean todo el dinero que le había quitado y él lo hace más £1,000 que Janine le había dado.
Mientras Janine se encontraba en el hospital con la bebé, Michael comienza a manejar sus negocios y pronto se convierte en la persona que firmaba sus cuentas bancarias. La poca confianza que Janine le tiene a Michael comienza a ser evidente cuando no acepta que él esté interesado en ella sino en su dinero, comienza a creer que su comportamiento es sospechoso y le ofrece 450,000 de dinero dándole la opción de quedarse con ella y probarle que la amaba o irse y llevarse el dinero. Michael decide no tomar el dinero y le dice a Janine que tiene problemas y que haría que su hija igual los tuviera, esto ocasiona que Janine comience a dudar de sí misma como madre y decide irse de Walford dejando a Michael y a Scarlett. 
Al inicio Michael comienza a tener problemas para cuidar de Scarlett y su negocio y luego descubre que Janine había detenido la actividad de la empresa. Poco después Michael comienza a vincularse con su hija y pronto se convierte en un padre responsable. Michael decide contratar a Alice Branning como niñera y mientras trabaja para él Alice comienza a sentirse atraída por enamorarse hacia Michael. Unos meses después Janine regresa y le dice a Michael que quiere la custodia de Scarlett, aunque él molesto se niega Janine logra manipularlo para que se la diera y poco después le prohíbe estar cerca o ver a su hija.
Alice comienza a trabar para Janine como niñera y cuando Michael se da cuenta de que Alice se siente atraída por él decide usarlo y la manipula para que lo deje ver a Scarlett mientras la cuida, sin embargo cuando Janine se entera se enfurece y decide irse de Walford con Scarlett, Michael molesto acusa a Alice por lo sucedido pero cuando ella le dice que él en realidad está molesto porque no tiene el control de nada Michael la manipula nuevamente, la besa y terminan teniendo relaciones luego de que Alice le revelara que era virgen, sin embargo al día siguiente Michael ignora a Alice y le dice que no la ama y que lo que había pasado entre ellos no había significado nada para él, lo que destrozó a Alice; poco después Michael también termina acostándose con Kat.
Cuando Janine regresa a Walford con Scarlett ella y Michael deciden ser civilizados por el bien de su hija luego de que Scarlett se lastimara mientras ellos estaban discutiendo. Michael manipula a Alice para que se convierta nuevamente en la niñera de Scarlett con el fin de que ella el contará todo lo que sucedía en casa de Janine, y para aumentar el control sobre Alice, Michael le dice que la ama y terminan acostándose a pesar de que Alice tenía una relación con Tamwar Masood.
Los problemas comienzan nuevamente en noviembre de 2013 cuando Janine le dice a Michael que quería cambiar el apellido de Scarlett de Moon a Butcher, esto ocasiona que Michael se enfurezca y termina estrangulando a Janine, quien asustada pide una orden judicial en contra de Michael para mantenerlo lejos de ella y de su hija.
Molesto Michael decide matar a Janine y le roba su tarjeta de crédito, y con ella ordena por Internet unas pastillas para dormir y planea ponérselas en su bebida. Michael el pide ayuda a Alice para drogar a Janine y aunque al inicio no quiere ayudarlo Michael la convence cuando le dice que ellos tres pueden ser una familia y mudarse a Marruecos. Alice pone las drogas en la bebida de Janine pero cuando se da cuenta de que él había puesto una dosis mortal decide no seguir adelante con el plan y lo confronta. Cuando regresa Alice duda si llamar a la policía, pero finalmente decide ayudarlo a matar a Janine, al día siguiente Michael invita a Janine para reunirse con él en el Queen Victoria de modo que Alice podía cuidar de Scarlett y así plantar las pastillas.
Alice va a casa de Janine pero más tarde ese mismo día cuando Michael la encuentra en su casa con sangre en las manos va a casa de Janine y se sorprende cuando la ve viva, ambos comienzan a pelear y Janine le revela que ella y Alice se habían unido para incriminarlo por intentar matarla, la pelea continúa y Janine decide llamar a la policía, poco después cuando Alice llega a casa de Janine, Michael intenta manipularla nuevamente diciéndole que huya pero cuando se entera de que habían encerrado a Scarlett en su cuarto para que él no pudiera verla se enfurece más y comienza a estrangular a Janine.
Asustada Alice apuñala a Michael en la espalda para detenerlo y cuando suena el timbre va a abrirle a la policía. Janine y Michael comienzan a luchar para alcanzar el cuchillo y Janine lo toma primero y apuñala a Michael nuevamente causándole la muerte. Cuando la policía entra ven a Michael muerto y Alice cree erróneamente que ella lo había matado.
Cuando ambas son detenidas e interrogadas, Alice dice la verdad y cuenta que ella había apuñalado en la espalda a Michael para detenerlo, ya que estaba atacando a Janine, pero Janine le miente a la policía y dice que Alice la había atacado a ella y a Michael por lo que Alice es acusada del asesinato de Michael.
Poco después de su muerte Kat y Alfie son los únicos residentes de Albert Square que asisten a su funeral y luego Janine visita su tumba.